# ژان ویوین بانتسیمبا
ژان ویوین بانتسیمبا (انگلیسی: Jean-Vivien Bantsimba؛ زادهٔ ۱ سپتامبر ۱۹۸۲) بازیکن فوتبال اهل جمهوری کنگو است.
از باشگاه‌هایی که در آن بازی کرده‌است می‌توان به باشگاه ورزشی آمیان اشاره کرد.
وی همچنین در تیم ملی فوتبال کنگو بازی کرده‌است.